# رادفورد
رادفورد (فيرجينيا) (بالإنجليزية: Radford, Virginia)‏ هي مدينة تقع في الولايات المتحدة في فيرجينيا. يقدر عدد سكانها بـ 16,408 نسمة وترتفع عن سطح البحر 641 متر.

## التركيبة السكانية
حدّد مكتب تعداد الولايات المتحدة بيانات التركيبة السكانية لرادفورد في تعداد الولايات المتحدة. في ما يلي، التركيبة السكانية حسب تعدادي 2000 و2010.

### تعداد عام 2000
بلغ عدد سكان رادفورد 15,859 نسمة بحسب تعداد عام 2000، وبلغ عدد الأسر 5,809 أسرة وعدد العائلات 2,644 عائلة مقيمة في المدينة. في حين سجلت الكثافة السكانية 611.8 نسمة لكل كيلومتر مربع (1,584.6/ميل2). وبلغ عدد الوحدات السكنية 6,137 وحدة بمتوسط كثافة قدره 236.8 لكل كيلومتر مربع (613.3/ميل2).
وتوزع التركيب العرقي للمدينة بنسبة 88.21% من البيض و8.10% من الأمريكيين الأفارقة و0.25% من الأمريكيين الأصليين و1.43% من الأمريكيين ذوي الأصول الآسيوية و0.03% من سكان جزر المحيط الهادئ و0.49% من الأعراق الأخرى و1.51% من عرقين مختلطين أو أكثر و1.16% من الهسبانيون أو اللاتينيون من أي عرق.
بلغ عدد الأسر 5,809 أسرة كانت نسبة 20.7% منها لديها أطفال تحت سن الثامنة عشر تعيش معهم، وبلغت نسبة الأزواج القاطنين مع بعضهم البعض 33.9% من أصل المجموع الكلي للأسر، ونسبة 8.9% من الأسر كان لديها معيلات من الإناث دون وجود شريك، بينما كانت نسبة 2.7% من الأسر لديها معيلون من الذكور دون وجود شريكة وكانت نسبة 54.5% من غير العائلات. تألفت نسبة 32% من أصل جميع الأسر من عدة أفراد يعيشون في نفس المنزل ونسبة 8.7% كانت تتألف من شخص يعيش بمفرده يبلغ من العمر 65 عاماً أو أكثر. وبلغ متوسط حجم الأسرة المعيشية 2.25، أما متوسط حجم العائلات فبلغ 2.78.
بلغ العمر الوسطي للسكان 22.8 عاماً. وكانت نسبة 12.8% من القاطنين تحت سن الثامنة عشر، وكانت نسبة 27% بين الثامنة عشر والرابعة والعشرين عاماً، ونسبة 19.1% كانت واقعةً في الفئة العمرية ما بين الخامسة والعشرين والرابعة والأربعين عاماً، ونسبة 14.2% كانت ما بين الخامسة والأربعين والرابعة والستين، ونسبة 9.1% كانت ضمن فئة الخامسة والستين عاماً فما فوق. يوجد لكل 100 أنثى 90.2 ذكر، ويوجد لكل 100 أنثى في الثامنة عشر من عمرها فما فوق 88.8 ذكر.
بلغ متوسط دخل الأسرة في المدينة 24,654 دولارًا، أما متوسط دخل العائلة فبلغ 46,332 دولارًا. وكان متوسط دخل الذكور 33,045 دولارًا مقابل 22,298 دولارًا للإناث. وسجل دخل الفرد الخاص بالمدينة 14,289 دولارًا. وكانت نسبة 6.9% من العائلات ونسبة 31.4% من السكان تحت خط الفقر، وكان من هؤلاء نسبة 10.8% تحت سن الثامنة عشر ونسبة 9.4% في الخامسة والستين من العمر وما فوق.

### تعداد عام 2010
بلغ عدد سكان رادفورد 16,408 نسمة بحسب تعداد عام 2010، وبلغ عدد الأسر 5,990 أسرة وعدد العائلات 2,496 عائلة مقيمة في المدينة. في حين سجلت الكثافة السكانية 633 نسمة لكل كيلومتر مربع (1,639.5/ميل2). وبلغ عدد الوحدات السكنية 6,427 وحدة بمتوسط كثافة قدره 248 لكل كيلومتر مربع (642.3/ميل2).
وتوزع التركيب العرقي للمدينة بنسبة 86.99% من البيض و7.79% من الأمريكيين الأفارقة و0.20% من الأمريكيين الأصليين و1.56% من الأمريكيين ذوي الأصول الآسيوية و0.03% من سكان جزر المحيط الهادئ و0.95% من الأعراق الأخرى و2.47% من عرقين مختلطين أو أكثر و2.35% من الهسبانيون أو اللاتينيون من أي عرق.
بلغ عدد الأسر 5,990 أسرة كانت نسبة 19.9% منها لديها أطفال تحت سن الثامنة عشر تعيش معهم، وبلغت نسبة الأزواج القاطنين مع بعضهم البعض 29.1% من أصل المجموع الكلي للأسر، ونسبة 9.3% من الأسر كان لديها معيلات من الإناث دون وجود شريك، بينما كانت نسبة 3.3% من الأسر لديها معيلون من الذكور دون وجود شريكة وكانت نسبة 58.3% من غير العائلات. تألفت نسبة 31.4% من أصل جميع الأسر من عدة أفراد يعيشون في نفس المنزل ونسبة 7.5% كانت تتألف من شخص يعيش بمفرده يبلغ من العمر 65 عاماً أو أكثر. وبلغ متوسط حجم الأسرة المعيشية 2.30، أما متوسط حجم العائلات فبلغ 2.86.
بلغ العمر الوسطي للسكان 22.4 عاماً. وكانت نسبة 13.1% من القاطنين تحت سن الثامنة عشر، وكانت نسبة 46.7% بين الثامنة عشر والرابعة والعشرين عاماً، ونسبة 17.5% كانت واقعةً في الفئة العمرية ما بين الخامسة والعشرين والرابعة والأربعين عاماً، ونسبة 14.3% كانت ما بين الخامسة والأربعين والرابعة والستين، ونسبة 8.4% كانت ضمن فئة الخامسة والستين عاماً فما فوق. وتوزع التركيب الجنسي للسكان بنسبة 47.4% ذكور و52.6% إناث.

## أعلام
- بادي دير
- مايك وليامز
- تشارلي جاكسون
- إليزابيث كي
- سكوت لونغ
- جبريل ك. وارتون
- كورين كونلي
- جلان إي. كونراد
- آي. جيه. غود